# Saetherocladius hirtus
Saetherocladius hirtus är en tvåvingeart som beskrevs av Andersen och Mendes 2007. Saetherocladius hirtus ingår i släktet Saetherocladius och familjen fjädermyggor. Inga underarter finns listade i Catalogue of Life.